# جبرائيل نداف
جبرائيل نداف (بالعبرية: גבריאל נדאף) هو رجل دين مسيحي أرثوذكسي يوناني إسرائيلي. وهو يعمل قاضيا في نظام المحاكم الدينية في إسرائيل وكمتحدث باسم بطريركية القدس الأرثوذكسية في القدس. وهو أحد مؤسسي منتدى توظيف المسيحيين في قوات الدفاع الإسرائيلية. لقي الأب نداف شهرة واسعة في إسرائيل، وله عدة لقائات برئيس الوزراء الإسرائيلي بنيامين نتنياهو. كما تم اختياره لإشعال شعلة مراسم يوم استقلال إسرائيل، والذي يعتبر تشريفاً كبيراً في إسرائيل.
عُرف عنه دعوته لانخراط الشباب المسيحي في الجيش الإسرائيلي، وعليه جردته الكنيسة الأرثوذكسية من صلاحياته ومن المهام الكنسية. في عام 2016 واجه نداف انتهامات بتلقي رشاوى مالية، كما واجه اتهامات بتحرشات جنسية. وتم إغلاق قضية الرشاوى والتحرش في عام 2018 لعدم وجود أدلة كافية لمحاكمة نداف.

## روابط خارجية
- جبرائيل نداف على موقع IMDb (الإنجليزية)